# Дан (народ)

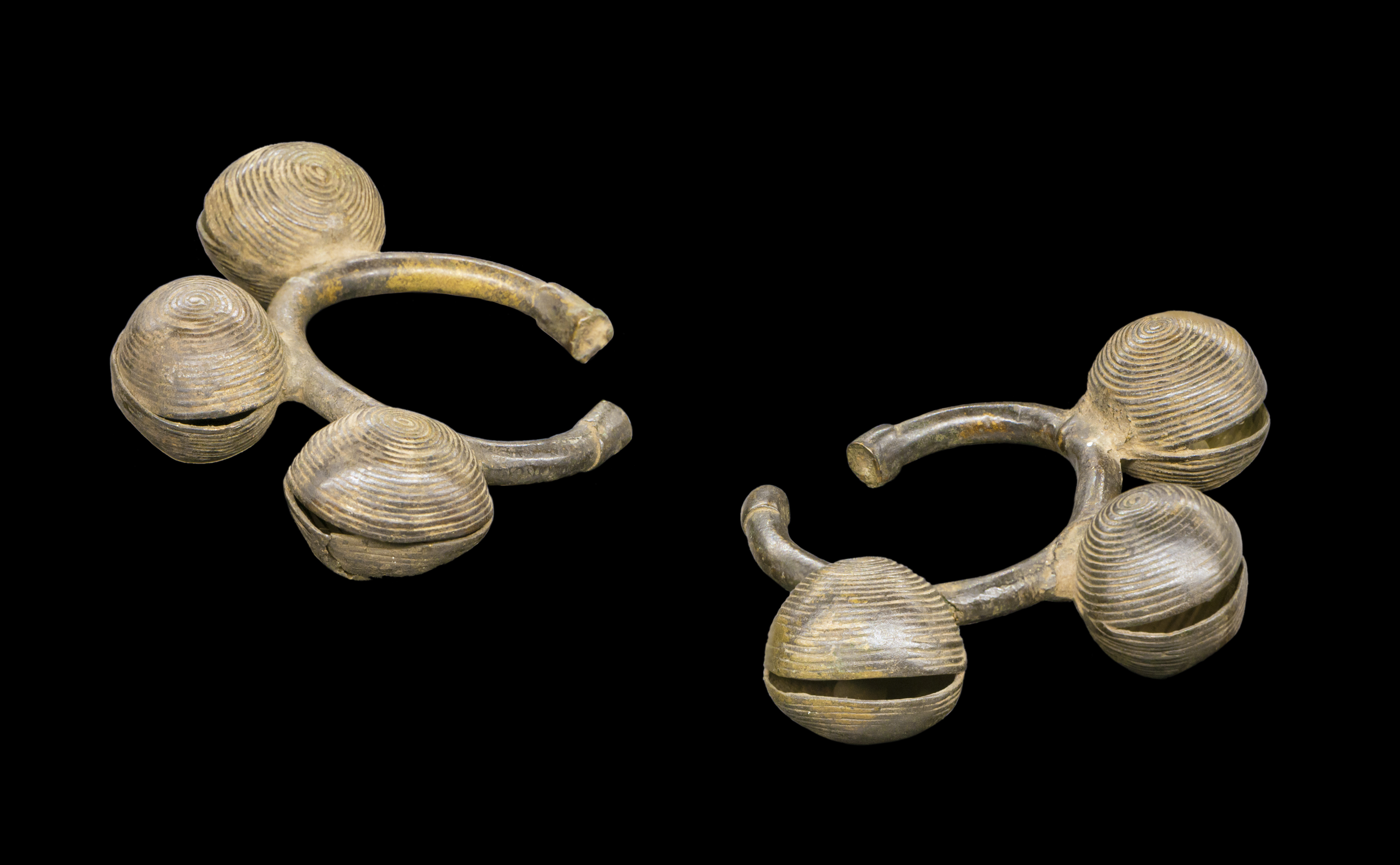
Ножные браслеты.

Дан (варианты названия: дан (самоназв. dà̰), якуба (самоназв. yàòbâ), гио (самоназв. gíò); фр. yacouba, фр. dan; англ. dan, англ. gio, нем. Dan, нем. Gio; другие названия: дьо, нгере, ге, гема) — народ, обитающий в Западной Африке. Язык этого народа (дан) принадлежит нигеро-кордофанской семье (группы манде).

## Общие сведения
На языке дан говорят по разным данным от 660 тыс. до 1,2 миллиона человек. Большая часть живёт в Кот-д'Ивуаре. Якуба компактно проживают на западе Кот д’Ивуара — область Монтань (департаменты Данане, Ман и западная часть Бьянкума). Гио живут на севере Либерии (графство Нимба). Изолированно от остальных дан проживают дан-кла в области Бафинг (департаменты Уанину и Туба). Небольшое количество дан находятся в Гвинее, у границы с Кот д’Ивуаром. Гражданские войны в Либерии (1989—2003) и Кот д’Ивуаре (2002—2007) привели к миграции дан в крупные города этих стран и в Гвинею.
Дан исторически связаны с мано и гуро, с давних пор тесно контактируют с кпелле и народами кру (вобе, гере), а с XVIII века также с народом дьюла. Иногда к дан причисляют близких по языку и культуре тура. Со второй половины XX века дан стали принимать христианство (в осн. протестантизм) и, в меньшей мере, ислам. В то же время большинство дан по прежнему сохраняют верность верованиям предков (анимизм, фетишизм, культы масок, магия).

## Язык дан
Язык дан входит в южную подгруппу восточной группы семьи манде. Наиболее близкими к нему являются мано и тура; переходным между языком дан и тура говором является гуу. Письменность на основе латинского алфавита. Орфография гио основана на Международном фонетическом алфавите.
Фактически язык дан является «макроязыком», так только в Кот-д’Ивуаре существует до 40 диалектов. Различия между диалектами нередко настолько велики, что взаимопонимание между географически удалёнными друг от друга группами дан бывает затруднённым или даже невозможным. Происходит становление трёх языковых норм: либерийской; западного якуба, на основе диалекта дан-бло; восточного якуба, на основе диалекта дан-гуэта. К этому списку некоторые исследователи добавляют диалект дан-кла. Этому способствует принятое в 1960-х годах решение развивать две литературные нормы — западную, на основе диалекта дан-бло, и восточную, на основе диалекта дан-гуэта. Северные диалекты литературной нормы не имеют. В Либерии формируется местная литературная норма.
Исследованиями языка дан занимались в основном протестантские миссионеры. К сожалению, эти работы сильно затруднены из-за гражданских войн в Либерии и Кот-д’Ивуаре. Большой вклад в исследование диалектов дан Кот-д’Ивуара внесли миссионеры-сотрудники Летнего Лингвистического Института (SIL) Маргрит Болли и Эва Флик. С 2001 года изучением ивуарийских диалектов языка дан стали заниматься члены Российской лингвистической экспедиции. В декабре 2008 года были опубликованы два словаря ивуарийского дан, восточного и западного, в подготовке которых участвовали петербургские лингвисты В. Ф. Выдрин и А. В. Эрман.

### Письменность
Разработка орфографии дан началась в конце 1960-х годов. В 1974 году утверждена орфография для западного дан, а чуть позднее и для восточного. В первой версии алфавитов использовался стандартный латинский алфавит без дополнительных символов, но с диакритическими знаками (например è для /ɛ/, ô для /ɔ/). Тона обозначались пунктуационными знаками по следующей схеме:
| Тон | высокий | средний | низкий | нисходящий | высокий нисходящий | средний нисходящий | низкий нисходящий | средне- низкий | средне- низкий нисходящий |
| --- | ------- | ------- | ------ | ---------- | ------------------ | ------------------ | ----------------- | -------------- | ------------------------- |
| CV  | ʹCV     | CV      | .CV    | -CV        | ʹCV-               | CV-                |                   |                |                           |
| CVV | ʹCVV    | CVV     | .CVV   | -CVV       | ʹCVV-              | CVV-               | .CVV-             | .CVVʹ          | .CVVʹ-                    |

В 1982 году система обозначения гласных в языках дан была изменена (система обозначения тонов с небольшими изменениями осталась прежней), алфавиты приняли следующий вид.
| Алфавит дан (западный диалект, версия 1982 года, Кот-д’Ивуар) | Алфавит дан (западный диалект, версия 1982 года, Кот-д’Ивуар) | Алфавит дан (западный диалект, версия 1982 года, Кот-д’Ивуар) | Алфавит дан (западный диалект, версия 1982 года, Кот-д’Ивуар) | Алфавит дан (западный диалект, версия 1982 года, Кот-д’Ивуар) | Алфавит дан (западный диалект, версия 1982 года, Кот-д’Ивуар) | Алфавит дан (западный диалект, версия 1982 года, Кот-д’Ивуар) | Алфавит дан (западный диалект, версия 1982 года, Кот-д’Ивуар) | Алфавит дан (западный диалект, версия 1982 года, Кот-д’Ивуар) | Алфавит дан (западный диалект, версия 1982 года, Кот-д’Ивуар) | Алфавит дан (западный диалект, версия 1982 года, Кот-д’Ивуар) | Алфавит дан (западный диалект, версия 1982 года, Кот-д’Ивуар) | Алфавит дан (западный диалект, версия 1982 года, Кот-д’Ивуар) | Алфавит дан (западный диалект, версия 1982 года, Кот-д’Ивуар) | Алфавит дан (западный диалект, версия 1982 года, Кот-д’Ивуар) | Алфавит дан (западный диалект, версия 1982 года, Кот-д’Ивуар) | Алфавит дан (западный диалект, версия 1982 года, Кот-д’Ивуар) | Алфавит дан (западный диалект, версия 1982 года, Кот-д’Ивуар) | Алфавит дан (западный диалект, версия 1982 года, Кот-д’Ивуар) | Алфавит дан (западный диалект, версия 1982 года, Кот-д’Ивуар) | Алфавит дан (западный диалект, версия 1982 года, Кот-д’Ивуар) | Алфавит дан (западный диалект, версия 1982 года, Кот-д’Ивуар) | Алфавит дан (западный диалект, версия 1982 года, Кот-д’Ивуар) | Алфавит дан (западный диалект, версия 1982 года, Кот-д’Ивуар) | Алфавит дан (западный диалект, версия 1982 года, Кот-д’Ивуар) | Алфавит дан (западный диалект, версия 1982 года, Кот-д’Ивуар) | Алфавит дан (западный диалект, версия 1982 года, Кот-д’Ивуар) | Алфавит дан (западный диалект, версия 1982 года, Кот-д’Ивуар) | Алфавит дан (западный диалект, версия 1982 года, Кот-д’Ивуар) | Алфавит дан (западный диалект, версия 1982 года, Кот-д’Ивуар) | Алфавит дан (западный диалект, версия 1982 года, Кот-д’Ивуар) | Алфавит дан (западный диалект, версия 1982 года, Кот-д’Ивуар) | Алфавит дан (западный диалект, версия 1982 года, Кот-д’Ивуар) | Алфавит дан (западный диалект, версия 1982 года, Кот-д’Ивуар) | Алфавит дан (западный диалект, версия 1982 года, Кот-д’Ивуар) |
| ------------------------------------------------------------- | ------------------------------------------------------------- | ------------------------------------------------------------- | ------------------------------------------------------------- | ------------------------------------------------------------- | ------------------------------------------------------------- | ------------------------------------------------------------- | ------------------------------------------------------------- | ------------------------------------------------------------- | ------------------------------------------------------------- | ------------------------------------------------------------- | ------------------------------------------------------------- | ------------------------------------------------------------- | ------------------------------------------------------------- | ------------------------------------------------------------- | ------------------------------------------------------------- | ------------------------------------------------------------- | ------------------------------------------------------------- | ------------------------------------------------------------- | ------------------------------------------------------------- | ------------------------------------------------------------- | ------------------------------------------------------------- | ------------------------------------------------------------- | ------------------------------------------------------------- | ------------------------------------------------------------- | ------------------------------------------------------------- | ------------------------------------------------------------- | ------------------------------------------------------------- | ------------------------------------------------------------- | ------------------------------------------------------------- | ------------------------------------------------------------- | ------------------------------------------------------------- | ------------------------------------------------------------- | ------------------------------------------------------------- | ------------------------------------------------------------- |
| A                                                             | Aɔ                                                            | B                                                             | Bh                                                            | D                                                             | Dh                                                            | E                                                             | Ɛ                                                             | Ë                                                             | Ɛa                                                            | F                                                             | G                                                             | Gb                                                            | Gw                                                            | I                                                             | K                                                             | Kp                                                            | Kw                                                            | L                                                             | M                                                             | N                                                             | Ng                                                            | O                                                             | Ɔ                                                             | Ö                                                             | P                                                             | R                                                             | S                                                             | T                                                             | U                                                             | Ü                                                             | V                                                             | W                                                             | Y                                                             | Z                                                             |
| a                                                             | aɔ                                                            | b                                                             | bh                                                            | d                                                             | dh                                                            | e                                                             | ɛ                                                             | ë                                                             | ɛa                                                            | f                                                             | g                                                             | gb                                                            | gw                                                            | i                                                             | k                                                             | kp                                                            | kw                                                            | l                                                             | m                                                             | n                                                             | ng                                                            | o                                                             | ɔ                                                             | ö                                                             | p                                                             | r                                                             | s                                                             | t                                                             | u                                                             | ü                                                             | v                                                             | w                                                             | y                                                             | z                                                             |

| Алфавит дан (восточный диалект, версия 1982 года, Кот-д’Ивуар) | Алфавит дан (восточный диалект, версия 1982 года, Кот-д’Ивуар) | Алфавит дан (восточный диалект, версия 1982 года, Кот-д’Ивуар) | Алфавит дан (восточный диалект, версия 1982 года, Кот-д’Ивуар) | Алфавит дан (восточный диалект, версия 1982 года, Кот-д’Ивуар) | Алфавит дан (восточный диалект, версия 1982 года, Кот-д’Ивуар) | Алфавит дан (восточный диалект, версия 1982 года, Кот-д’Ивуар) | Алфавит дан (восточный диалект, версия 1982 года, Кот-д’Ивуар) | Алфавит дан (восточный диалект, версия 1982 года, Кот-д’Ивуар) | Алфавит дан (восточный диалект, версия 1982 года, Кот-д’Ивуар) | Алфавит дан (восточный диалект, версия 1982 года, Кот-д’Ивуар) | Алфавит дан (восточный диалект, версия 1982 года, Кот-д’Ивуар) | Алфавит дан (восточный диалект, версия 1982 года, Кот-д’Ивуар) | Алфавит дан (восточный диалект, версия 1982 года, Кот-д’Ивуар) | Алфавит дан (восточный диалект, версия 1982 года, Кот-д’Ивуар) | Алфавит дан (восточный диалект, версия 1982 года, Кот-д’Ивуар) | Алфавит дан (восточный диалект, версия 1982 года, Кот-д’Ивуар) | Алфавит дан (восточный диалект, версия 1982 года, Кот-д’Ивуар) | Алфавит дан (восточный диалект, версия 1982 года, Кот-д’Ивуар) | Алфавит дан (восточный диалект, версия 1982 года, Кот-д’Ивуар) | Алфавит дан (восточный диалект, версия 1982 года, Кот-д’Ивуар) | Алфавит дан (восточный диалект, версия 1982 года, Кот-д’Ивуар) | Алфавит дан (восточный диалект, версия 1982 года, Кот-д’Ивуар) | Алфавит дан (восточный диалект, версия 1982 года, Кот-д’Ивуар) | Алфавит дан (восточный диалект, версия 1982 года, Кот-д’Ивуар) | Алфавит дан (восточный диалект, версия 1982 года, Кот-д’Ивуар) | Алфавит дан (восточный диалект, версия 1982 года, Кот-д’Ивуар) | Алфавит дан (восточный диалект, версия 1982 года, Кот-д’Ивуар) | Алфавит дан (восточный диалект, версия 1982 года, Кот-д’Ивуар) | Алфавит дан (восточный диалект, версия 1982 года, Кот-д’Ивуар) | Алфавит дан (восточный диалект, версия 1982 года, Кот-д’Ивуар) | Алфавит дан (восточный диалект, версия 1982 года, Кот-д’Ивуар) | Алфавит дан (восточный диалект, версия 1982 года, Кот-д’Ивуар) | Алфавит дан (восточный диалект, версия 1982 года, Кот-д’Ивуар) | Алфавит дан (восточный диалект, версия 1982 года, Кот-д’Ивуар) | Алфавит дан (восточный диалект, версия 1982 года, Кот-д’Ивуар) | Алфавит дан (восточный диалект, версия 1982 года, Кот-д’Ивуар) | Алфавит дан (восточный диалект, версия 1982 года, Кот-д’Ивуар) |
| -------------------------------------------------------------- | -------------------------------------------------------------- | -------------------------------------------------------------- | -------------------------------------------------------------- | -------------------------------------------------------------- | -------------------------------------------------------------- | -------------------------------------------------------------- | -------------------------------------------------------------- | -------------------------------------------------------------- | -------------------------------------------------------------- | -------------------------------------------------------------- | -------------------------------------------------------------- | -------------------------------------------------------------- | -------------------------------------------------------------- | -------------------------------------------------------------- | -------------------------------------------------------------- | -------------------------------------------------------------- | -------------------------------------------------------------- | -------------------------------------------------------------- | -------------------------------------------------------------- | -------------------------------------------------------------- | -------------------------------------------------------------- | -------------------------------------------------------------- | -------------------------------------------------------------- | -------------------------------------------------------------- | -------------------------------------------------------------- | -------------------------------------------------------------- | -------------------------------------------------------------- | -------------------------------------------------------------- | -------------------------------------------------------------- | -------------------------------------------------------------- | -------------------------------------------------------------- | -------------------------------------------------------------- | -------------------------------------------------------------- | -------------------------------------------------------------- | -------------------------------------------------------------- | -------------------------------------------------------------- | -------------------------------------------------------------- |
| A                                                              | Aɔ                                                             | B                                                              | Bh                                                             | D                                                              | Dh                                                             | E                                                              | Ɛ                                                              | Ë                                                              | Ɛa                                                             | F                                                              | G                                                              | Gb                                                             | Gw                                                             | H                                                              | I                                                              | Ι                                                              | K                                                              | Kp                                                             | Kw                                                             | L                                                              | M                                                              | N                                                              | O                                                              | Ɔ                                                              | Ö                                                              | P                                                              | R                                                              | S                                                              | T                                                              | U                                                              | Ü                                                              | Ʋ                                                              | Ʋ̈                                                              | V                                                              | W                                                              | Y                                                              | Z                                                              |
| a                                                              | aɔ                                                             | b                                                              | bh                                                             | d                                                              | dh                                                             | e                                                              | ɛ                                                              | ë                                                              | ɛa                                                             | f                                                              | g                                                              | gb                                                             | gw                                                             | h                                                              | i                                                              | ɩ                                                              | k                                                              | kp                                                             | kw                                                             | l                                                              | m                                                              | n                                                              | o                                                              | ɔ                                                              | ö                                                              | p                                                              | r                                                              | s                                                              | t                                                              | u                                                              | ü                                                              | ʋ                                                              | ʋ̈                                                              | v                                                              | w                                                              | y                                                              | z                                                              |

В 2014 году была разработана, а с 2018 года внедряется новая орфография для восточного дан (новая орфография для западного дан по состоянию на 2019 год находится в стадии разработки).
| A | Æ | Ʌ | B | D | E | Ɛ | F | I | G | H | K | L | M | N | Ŋ | O | Ɔ | ɤ | Œ | P | S | T | U | Ɯ | V | W | Y | Z |
| a | æ | ʌ | b | d | e | ɛ | f | i | g | h | k | l | m | n | ŋ | o | ɔ | ɤ | œ | p | s | t | u | ɯ | v | w | y | z |

Тона обозначаются путём простановки диакритических знаков над гласными или носовыми согласными: сверхвысокий тон — a̋, высокий — á, средний — ā, низкий — à, ультранизкий — ȁ, высоко-падающий — â. Применение диграфов bh, dh, gb gw, kp, kw, а также обозначение назализации путём добавлением буквы n после гласного сохранилось по правилам орфографии 1982 года.
В Либерии для диалекта гио используется свой вариант алфавита:
| A | B | Ɓ | D | Ɗ | E | Ɛ | F | G | Gb | H | I | K | Kp | Kw | L | M | N | Nw | Ny | Ŋ | O | Ɔ | Ə | Ɵ | P | R | S | T | U | Ɥ | V | W | X | Y | Z |
| a | b | ɓ | d | ɗ | e | ɛ | f | g | gb | h | i | k | kp | kw | l | m | n | nw | ny | ŋ | o | ɔ | ə | ɵ | p | r | s | t | u | ɥ | v | w | x | y | z |

Тона обозначаются диакритическими знаками.

## Положение дан
Язык дан не имеет официального статуса в странах проживания этого народа. На национальном радио и телевидении Кот д’Ивуара на языках дан ведётся еженедельная 15-минутная передача. Ранее, до начала гражданской войны, на языках дан вещало католическое «Радио восемнадцати гор» в г. Ман. В начале 2005 года в Абиджане начал выходить ежемесячник на дан-бло и дан-гуэта. Кроме того, языки дан используются в протестантском богослужении. На дан-бло и дан-гуэта издаётся христианская литература и фольклорные тексты. В 2005 году на дан-гуэта вышло пока что единственное художественное произведение на языке дан, сборник разножанровых коротких рассказов Кесе Моньяна «На зло не отвечают злом».
Христианские, преимущественно протестантские, миссионеры организуют курсы по ликвидации неграмотности, преподавание на которых ведётся на языках дан. Подготовлены буквари на дан-бло и дан-гуэта, пособия для преподавателей. В 2001—2002 годах в Кот д’Ивуаре готовились к введению преподавания на языках дан в школе, но эти планы перечеркнула начавшаяся война. Издание в 2008 году первых словарей ивуарийских диалектов языка дан стало большим событием. В январе 2009 года прошла презентация словарей в Абиджане, в которой участвовали видные политики страны.
Сведений о состоянии дел в Либерии крайне мало из-за многолетней гражданской войны в этой стране.

## Известные представители народа дан
- Роберт Геи — третий президент Кот-д’Ивуара.

## Интересный факт
10 мая 2007 года в Абиджане состоялась презентация книги Луами Ге Состена «Дан из Кот-д’Ивуара: кто ты, откуда ты?». Основной тезис книги заключается в том, что народ дан ведёт своё происхождение от библейского Дана — сына патриарха Иакова. На это, по мнению исследователя, указывает сходство некоторых обычаев данов с обычаями евреев. Также по мысли автора, на происхождение племени от Иакова указывает и второе название западноафриканского народа — якуба.